# Erythrolamprus cursor
Erythrolamprus cursor är en ormart som beskrevs av Lacépède 1789. Erythrolamprus cursor ingår i släktet Erythrolamprus och familjen snokar. IUCN kategoriserar arten globalt som akut hotad. Inga underarter finns listade i Catalogue of Life.
Arten förekommer endemisk på ön Rocher du Diamant i Martinique. Honor lägger ägg.